# Memphis (Nebraska)
Memphis és una població dels Estats Units a l'estat de Nebraska. Segons el cens del 2000 tenia 106 habitants.

## Demografia
Segons el cens del 2000, Memphis tenia 106 habitants, 44 habitatges, i 31 famílies. La densitat de població era de 454,7 habitants per km².
Dels 44 habitatges en un 31,8% hi vivien nens de menys de 18 anys, en un 63,6% hi vivien parelles casades, en un 4,5% dones solteres, i en un 29,5% no eren unitats familiars. En el 22,7% dels habitatges hi vivien persones soles el 6,8% de les quals corresponia a persones de 65 anys o més que vivien soles. El nombre mitjà de persones vivint en cada habitatge era de 2,41 i el nombre mitjà de persones que vivien en cada família era de 2,9.
Per edats la població es repartia de la següent manera: un 26,4% tenia menys de 18 anys, un 1,9% entre 18 i 24, un 32,1% entre 25 i 44, un 27,4% de 45 a 60 i un 12,3% 65 anys o més.
L'edat mediana era de 39 anys. Per cada 100 dones de 18 o més anys hi havia 116,7 homes.
La renda mediana per habitatge era de 41.875 $ i la renda mediana per família de 47.813 $. Els homes tenien una renda mediana de 32.000 $ mentre que les dones 23.125 $. La renda per capita de la població era de 16.156 $. Cap de les famílies i el 2,8% de la població estaven per davall del llindar de pobresa.

## Poblacions més properes
El següent diagrama mostra les poblacions més properes.